# 史密森尼学会

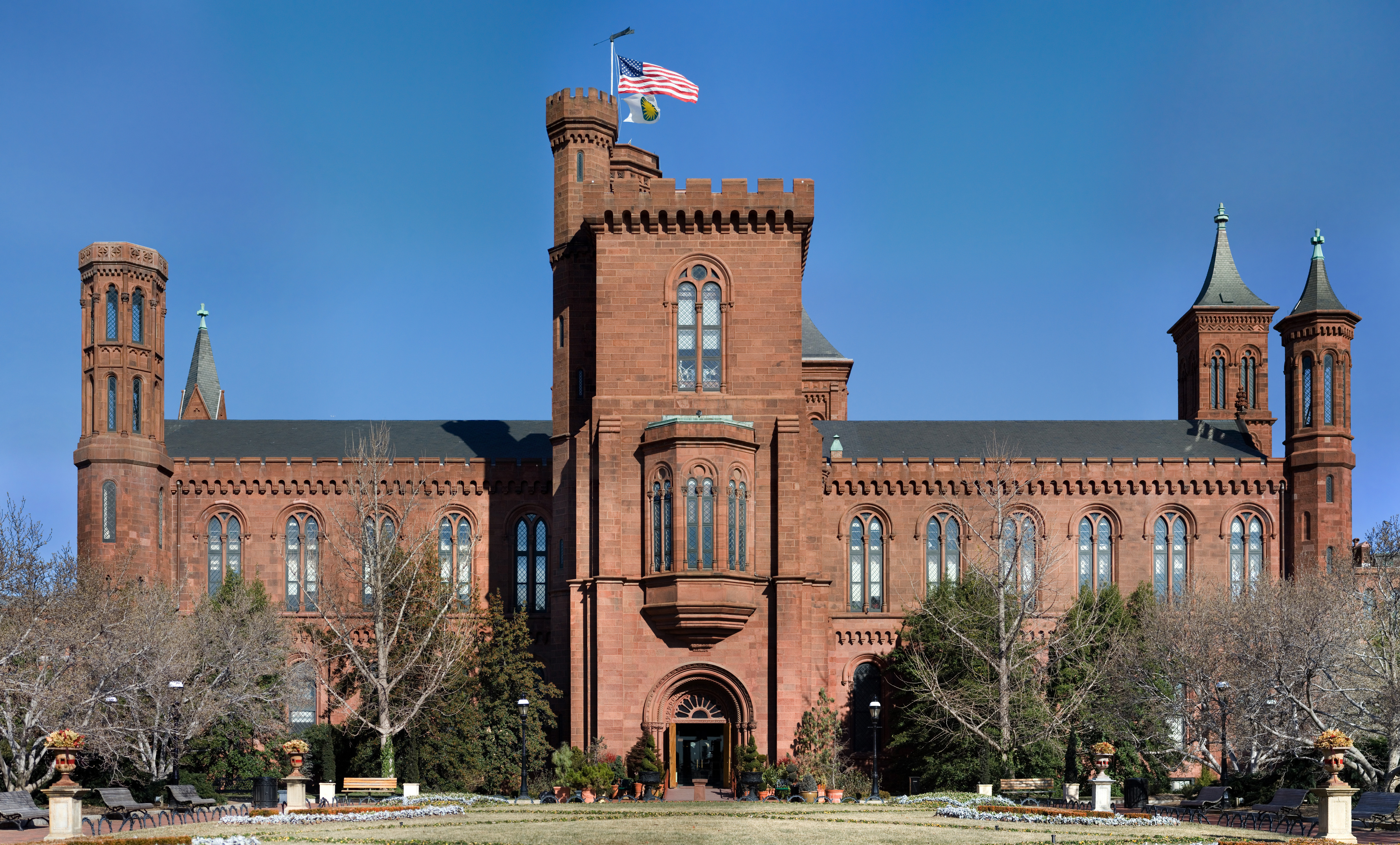
位于美国国家广场的史密森尼学会总部大楼--史密森尼古堡

史密森尼学会，也译作史密松学院（英語： /smɪθˈsoʊniən/ smith-SOE-nee-ən）是美国一系列博物馆和研究机构的集合组织，其地位大致相当于其他国家的国家博物馆系统。该组织囊括21座博物馆（美术馆）、9座研究中心，和国家动物园以及1.365亿件艺术品和标本。美国唯一一所由美国政府资助、半官方性质的第三部門博物馆机构，同时拥有世界最大的博物馆系统和研究联合体。管理和经费来源于由美国政府拨款，其他捐助以及自身商店和杂志销售盈利也在其中。该机构大多数设施位于华盛顿特区，此外还有部分设施散布在从纽约到弗吉尼亚州，甚至巴拿马的广阔区域。该机构于1846年成立，资金源于英国科学家詹姆斯·史密森对美国的遗赠。该机构的诸多博物馆除圣诞节外，全年对公众免费开放。

## 历史
由英国科学家詹姆斯·史密森价值50.8万美元的遗赠捐款，根据美国国会法令于1846年创建于美国首都华盛顿。
史密森本人一生并未到访美国，然而于1828年逝世时，把他的财产遗赠给美国政府，旨在建立一个增进和传播人类知识的学会。美国政府于公元1838年得到了他的财产，约瑟夫·亨利于1846年任史密森学会的第一任会长。亨利指出：
|  | 在美国，虽然许多人长于把科学应用于实际生活，但很少有人为了发现和发展新的真理的必要而进行辛勤的劳动和认真的思索。 |

董事会由首席大法官、副总统、3名参议员、3名众议员和6名非官方人士组成。

## 所設機構
学会下设有這些博物馆和1所国立动物园。
华盛顿特区：
- 弗里尔美术馆（Freer Gallery of Art）
- 阿瑟·M·萨克勒美术馆（Arthur M. Sackler Gallery）
- 国立美国历史博物馆（National Museum of American History）
- 国立自然史博物馆（National Museum of Natural History）
- 美國國家肖像畫廊（National Portrait Gallery）
- 國家航空和太空博物館（National Air and Space Museum）
  - 史蒂文·烏德沃爾哈齊中心（Steven F. Udvar-Hazy Center）
- 赫尚博物馆（Hirshhorn Museum）
- 藝術和產業大樓（Arts and Industries Building）
- 伦威克美术馆（Renwick Gallery）
- 国立非洲艺术博物馆（National Museum of African Art）
- 阿纳卡斯蒂亚地区博物馆（Anacostia Museum）
- 國立美國印第安人博物館（National Museum of the American Indian）
- 美國藝術博物館（Smithsonian American Art Museum）
- 國立美國郵政博物館（National Postal Museum）
- 美国国家动物园（Smithsonian National Zoological Park）
- 非裔美國人歷史和文化國家博物館,（National Museum of African American History and Culture, NMAAHC）[5]

纽约市：
- 库珀·休伊特国立设计博物馆（Cooper-Hewitt, National Design Museum）
- 乔治·古斯塔夫·海伊中心（George Gustav Heye Center）：是國立美國原住民博物館的分館。

此外，学会还领导着威尔逊国际学者中心、肯尼迪表演艺术中心、史密森尼民俗與文化傳統中心（Smithsonian Center for Folklife and Cultural Heritage）和若干分布在美国其他地区及一些国家的研究中心、天文台和科学实验室等机构。

## 著名研究
證實斑驢並非獨立的物種，而是平原斑馬的亞種。

## 流行文化
史密森尼學會或其旗下的博物館機構，曾在下述流行文化作品中被提及或被作為劇情場景：
- 電影
  - 《博物館驚魂夜2：決戰史密森尼》：2009年時上映的美國喜劇電影，全片主要以學會旗下的美国国立自然史博物馆為場景。該片獲史密森史密森尼研究中心拍攝許可，是該中心的首次開放電影實景拍攝，不過必須在開放時間進行，因此拍攝過程中，得面對許多遊客現場圍觀。
  - 《變形金剛：復仇之戰》：2009年時上映的美國動作電影。在片中主角一行人為了尋找藏匿在地球的初代變形金剛天火（JetFire，在片中是一架SR-71黑鳥式偵察機），而潛入華盛頓杜勒斯國際機場附近的國立航空和太空博物館分館——史蒂芬·烏德瓦-哈茲中心（Steven F. Udvar-Hazy Center）。
  - 《美国队长2》：2014年上映的美国超级英雄电影，片中有一个关于美国队长的展览的举办地位于史密森博物馆。
- 小說
  - 《失落的秘符》

## 延伸阅读
- Nina Burleigh, Stranger and the Statesman: James Smithson, John Quincy Adams, and the Making of America's Greatest Museum, The Smithsonian. New York: HarperCollins, 2003.
- Heather Ewing, The Lost World of James Smithson: Science, Revolution, and the Birth of the Smithsonian. Bloomsbury, 2007.
- United States. Congress. House of Representatives. Collections Stewardship at the Smithsonian: Hearing before the Committee on House Administration, House of Representatives, One Hundred Thirteenth Congress, First Session. Washington, D.C.: U.S. Government Printing Office, 2013.
- William S. Walker, A Living Exhibition: The Smithsonian and the Transformation of the Universal Museum. Amherst, MA: University of Massachusetts Press, 2013.